# Триммис
Триммис (нем. Trimmis) — коммуна в Швейцарии, в кантоне Граубюнден.
Входит в состав региона Ландкварт (до 2015 года входила в округ Ландкварт).
1 января 2008 года в состав Триммиса вошла коммуна Зайс.
Население на 31 декабря 2019 года — 3310 человек. В 2006 году — 3053 человека.
Официальный код — 3945.